# Młodzieżowe Mistrzostwa Polski w piłce nożnej plażowej 2012
Młodzieżowe Mistrzostwa Polski w piłce nożnej plażowej 2012 – turniej piłki nożnej plażowej, który odbył się w dniach 2 – 5 sierpnia 2012 roku na usteckiej plaży, w którym został wyłoniony Młodzieżowy Mistrz Polski. Jest to pierwsza edycja, która gościła w Ustce.

## Drużyny
| Zespół                              | Liczba występów w MMP |
| ----------------------------------- | --------------------- |
| Becpak Beckerarena Zdrowie Garwolin | 1                     |
| Hemako Sztutowo                     | 7                     |
| Laktoza Łyszkowice                  | 1                     |
| UKS Milenium Gliwice                | 3                     |
| Vacu Activ Słupsk                   | 1                     |
| Wodomex Bojano                      | 1                     |

## Klasyfikacja końcowa
| Lp.   | Zespół                              |
| ----- | ----------------------------------- |
| 1.    | Hemako Sztutowo                     |
| 2.    | Vacu Activ Słupsk                   |
| 3.-4. | UKS Milenium Gliwice                |
| 3.-4. | Wodomex Bojano                      |
| 5.-6. | Becpak Beckerarena Zdrowie Garwolin |
| 5.-6. | Laktoza Łyszkowice                  |

## Nagrody indywidualne[2]
Najlepszy zawodnik turnieju: Rafał Jaskólski (Vacu Activ Słupsk)

Król strzelców: Maciej Daniluk, Alan Kucharski (Hemako Sztutowo)

Najlepszy bramkarz:  Bartłomiej Wojtanowski (Vacu Activ Słupsk)